# Malam Bacai Sanhá
Malam Bacai Sanhá (5 tháng 5 năm 1947 - 9 tháng 1 năm 2012) là một chính khách Cộng hòa Guiné-Bissau từ 8/9/2009 đến 9/1/2012. Ông là Tổng thống Guiné-Bissau. Ông là đảng viên của Đảng châu Phi vì độc lập của Guinea và Cabo Verde (PAIGC), Sanhá là Chủ tịch Hội nghị Nhân dân Quốc gia giai đoạn 1994-1999 và sau đó là quyền Tổng thống Guiné-Bissau từ 14 năm 1999 đến 17 tháng 2 năm 2000, sau vụ lật đổ Tổng thống João Bernardo Vieira. Trong vai trò là ứng cử viên của PAIGC, ông đứng thứ hai trong cuộc bầu cử tổng thống 1999-2000 cũng như cuộc bầu cử tổng thống năm 2005 trước khi giành chiến thắng cuộc bầu cử tổng thống tháng 6-tháng bảy năm 2009.
Sanhá sinh ra ở Dar Salam (Darsalame) trong khu vực Quinara. Là một thành viên lâu năm của PAIGC, Sanhá từng là thống đốc của vùng Gabú và Biombo và bộ trưởng một số Bộ trong nội các trước khi trở thành Chủ tịch của Hội nghị Nhân dân Quốc gia 1994, một cuộc nội chiến nổ ra trong tháng 6 năm 1998 giữa các đơn vị quân đội trung thành với Mane Ansumane và những người trung thành với Tổng thống João Bernardo Vieira. Ngày 26 tháng 11, năm 1998, Sanhá đọc diễn văn tại phiên họp đầu tiên của các quốc gia dân của hội kể từ khi bắt đầu của chiến tranh.
Mặc dù ông đã phê bình quân nổi dậy và Vieira, ông tập trung nhiều hơn những lời chỉ trích đối với Vieira. Sau khi Vieira bị lật đổ ngày 07 tháng 5 năm 1999, Sanhá được bổ nhiệm làm quyền Chủ tịch của chính quyền quân sự dẫn đầu bởi Mane vào ngày 11 tháng 5. Việc bổ nhiệm ông kế nhiệm Vieira được dự định là để phù hợp với hiến pháp, và dự kiến ông sẽ giữ chức này cho đến khi cuộc bầu cử mới có thể được tổ chức vào cuối năm đó. Sanhá tuyên thệ nhậm chức vào ngày 14 tháng 5, hứa hẹn hòa bình và chấm dứt đàn áp chính trị.

## Qua đời
Sanhá là một bệnh nhân tiểu đường. Vào đầu tháng 12 năm 2009, anh đến thăm Bồ Đào Nha, nhưng anh đã trì hoãn chuyến thăm do các vấn đề về sức khỏe. Sau khi ngất xỉu, ông được đưa đến Dakar, Senegal và sau đó là Paris, Pháp để điều trị y tế, nơi ông nói rằng ông là một bệnh nhân tiểu đường và ông đã bị giảm hemoglobin; mặc dù ông nhấn mạnh rằng bệnh tiểu đường của ông là "không nghiêm trọng như mọi người muốn làm ra;" ông nói thêm rằng ông dự định sẽ chú ý hơn về sức khỏe của mình. Sanhá đã dành mười ngày ở Paris và sau đó ở lại quần đảo Canary một thời gian trước khi trở về Bissau vào ngày 30 tháng 12 năm 2009. Trưởng giao thức của ông nói rằng ông đã hồi phục và đang trong tình trạng tốt. Kể từ đó, ông đã dành khoảng thời gian thường xuyên trong các bệnh viện ở Dakar và Paris. Trong thời gian lưu trú tại Paris, một cuộc đảo chính do hậu quả của các cuộc tấn công trong lực lượng vũ trang đã được đưa xuống dưới hai tuần trước khi ông qua đời.
Sanhá qua đời vào sáng ngày 9 tháng 1 năm 2012 tại Paris. Văn phòng của ông đã ban hành một tuyên bố đọc:
Tổng thống thông báo cho Guinea-Bissau và cộng đồng quốc tế, với nỗi đau và mất tinh thần, về cái chết của ông Malam Bacai Sanhá sáng nay tại Val de Grace ở Paris, nơi ông đang điều trị.
Chính phủ đã ban hành một nghị định rằng nó sẽ quan sát bảy ngày quốc tang trong đó lá cờ sẽ được bay ở nửa cột buồm và tất cả các buổi hòa nhạc và lễ hội sẽ không xảy ra. Nó cũng tìm cách hồi hương cơ thể của Sanhá để chôn cất.
Theo hiến pháp, một cuộc bầu cử dự kiến sẽ được tổ chức trong vòng 90 ngày. Trong thời gian đó, Chủ tịch Quốc hội Raimundo Pereira, từ cùng một bên, đã tuyên thệ nhậm chức tổng thống. 